# براين سنكلير
والاس بريان فوغان سينكلير (27 سبتمبر 1915 - 13 ديسمبر 1988) كان جراح بيطري بريطاني عمل لبعض الوقت مع شقيقه الأكبر دونالد سنكلير وشريكه ألف ويت. كتب ويت سلسلة من الكتب شبه السيرة الذاتية تحت اسم جيمس هيريوت، مع ظهور بريان ودونالد سنكلير في شكل خيالي كأخوين تريستان وسيجفريد فارنون.
عمل سنكلير مع شقيقه أثناء دراسة الطب البيطري حتى تخرجه من الكلية البيطرية الملكية في إدنبره عام 1943، وانضم بعد ذلك إلى الجيش البيطري في الهند. بعد التسريح، انضم إلى وحدة استشارات العقم التابعة لوزارة الزراعة، وارتقى ليصبح رئيسًا لمركز التحقيقات البيطرية في ليدز. كان نموذجًا لشخصية «تريستان فارنون» في روايات ويت شبه السيرة الذاتية التي تم تكييفها في فيلمين وعمل تليفزيوني تحت اسم «كل المخلوقات العظمى والصغيرة». تم تصوير تريستان على أنه مارق ساحر كان لا يزال يدرس الطب البيطري في الكتب المبكرة، واضطر باستمرار إلى إعادة الامتحانات بسبب افتقاره للتطبيق وغالبًا ما يتم العثور عليه في الحانة، ويثير غضب أخيه الأكبر المفعم بالحيوية سيجفريد..
لم يعترض سنكلير على تصوير ويت له، وبدا أنه يستمتع بالشهرة، حيث يظهر على شاشة التلفزيون ويحاضر في المدارس البيطرية في جميع أنحاء المملكة المتحدة وأماكن أخرى.
تزوج سنكلير من شيلا روز سيتون في عام 1944، ولديهما ثلاث بنات.